# Lotta Engbergs
Lotta Engbergs war eine schwedische Dansband, die 1994 gegründet wurde, nachdem die Leadsängerin Lotta Engberg die Formation Lotta & Anders Engbergs orkester verlassen hatte. Zunächst hieß die Gruppe Lotta Engbergs Orkester, was kurze Zeit später zu Lotta Engbergs verkürzt wurde. Die Band löste sich 2002 auf.

## Diskografie

### Alben
- 1994: Våra nya vingar
- 1996: Äntligen på väg
- 1998: Åh vad jag älskade dig just då
- 1999: Tjejer & snubbar
- 2000: Vilken härlig dag

### Svensktoppen Lieder
- 1994: Våra nya vingar
- 1994: Någon
- 1995: Ringen på mitt finger
- 1996: Håll om mig nu
- 1996: Juliette & Jonathan
- 1998: Åh vad jag älskade dig just då
- 1998: Var rädda om kärleken
- 1998: Om jag bara kunde
- 1999: Inget mera regn
- 1999: Tjejer & snubbar, kärringar & gubbar
- 1999: Stanna en stund
- 2000: En liten stund på Jorden
- 2000: Brinner för dej
- 2001: Vilken härlig dag